# Butters' Very Own Episode
Butters' Very Own Episode is aflevering 79 (#514) van de animatieserie South Park. In Amerika werd de aflevering voor het eerst uitgezonden op 12 december 2001.
Na Kenny's dood (vorige aflevering) was er een plaats vrijgekomen voor een nieuw hoofdpersonage. Deze wordt vanaf deze aflevering een tijdje vervuld door Butters, die voordien slechts sporadisch opdook. Halverwege seizoen 6 wordt hij vervangen door Tweek en in seizoen 7 keert Kenny terug. Butters zal hierna nog wel zeer vaak te zien zijn.

## Verhaal
Butters is opgewonden omdat hij met de familie de trouwdag van zijn ouders gaat vieren bij Bennigan. Enkele dagen voor het feest vraagt Butters' moeder hem om uit te zoeken wat voor cadeau zijn vader dit jaar voor haar gaat kopen, hopend dat ze hem dit jaar kan overtreffen. Butters bespioneert zijn vader en ziet hem een pornobioscoop en badhuis voor homoseksuelen ingaan. Zonder goed te begrijpen wat hij gezien heeft, gaat hij terug naar huis en vertelt het hele verhaal aan zijn moeder, wier stoppen helemaal doorslaan. De volgende nacht volgt Butters zijn vader naar het badhuis, waar hij hem masturberend op een bed aantreft. Hij ziet ook Mr. Stotch slave seks hebben met een onbekende man. Later die nacht thuis vraagt Butters' vader hem om niet aan zijn moeder te vertellen wat hij gezien heeft. Butters bekent aan hem dat zijn moeder er al weet van heeft. Butters' vader raakt daardoor in paniek.
Op dat moment komt Mrs. Stotch de kamer binnen en vertelt ze dat ze Butters even mee wil nemen voor een autorit. Ze is namelijk van plan om Butters te vermoorden zodat hij niet achterblijft zonder moeder. Ze duwt de auto met Butters in een rivier en gaat terug naar huis om zichzelf te verhangen. Butters ontsnapt echter uit de auto, denkt dat het een ongeluk was en probeert weer thuis te komen.
Intussen betrapt Mr. Stotch zijn vrouw terwijl ze haar afscheidsbrief leest. In de hoop haar te kunnen tegenhouden bekent hij alles. Zijn fascinatie voor homoseksualiteit was begonnen door filmpjes op het internet te bekijken en groeide uit tot een ware verslaving. Hij vertelt haar dat hij nog steeds van haar houdt en hij hun familie wil redden. Mrs. Stotch gaat akkoord en vertelt dan dat ze Butters heeft vermoord. Ze besluiten om de mensen te laten geloven dat Butters ontvoerd is door 'een of andere Puerto Ricaan'. Mr. en Mrs. Stotch komen in contact met mensen die ook verdacht werden van familiemoord en Butters komt uiteindelijk weer thuis. Tijdens een persconferentie biechten Mr. en Mrs Stotch alles op en Butters ontdekt wat er echt speelde in zijn gezin.